# Vicatia
Vicatia là chi thực vật có hoa trong họ Apiaceae.